# 大久保一翁
大久保 一翁（おおくぼ いちおう） / 大久保 忠寛（おおくぼ ただひろ）は、幕末から明治時代にかけての旗本、政治家。東京府知事、元老院議官を務めた。栄典は従二位勲二等子爵。

## 生涯

### 頭角を現す
文化14年（1817年）11月29日、旗本・大久保忠尚の子として生まれる。
第11代将軍・徳川家斉の小姓を勤め、天保13年（1842年）に家督を相続する。老中の阿部正弘に早くから見出されて安政元年（1854年）に目付・海防掛に任じられた。
その後も意見書を提出した勝海舟を訪問してその能力を見出し、阿部正弘に推挙して登用させるなどしている。安政3年（1856年）には軍制改正用掛・外国貿易取調掛・蕃書調所頭取などを歴任し、駿府町奉行・京都町奉行なども務めた。

### 失脚
このころ、幕閣では第13代将軍・徳川家定の後継を巡る将軍継嗣問題で対立があり、安政3年（1857年）の阿部正弘没後に大老となった井伊直弼が始めた一橋派の弾圧である安政の大獄で、忠寛は直弼から京都における志士の逮捕を命じられた。しかし忠寛は安政の大獄には否定的な考えであり、直弼の厳しすぎる処分に反対した。このため、直弼に疎まれるようになっていく。
そして忠寛の部下に質の悪い者がおり、志士の逮捕で横暴を振るっているのを知って激怒した忠寛は、この部下を厳重に処罰したが、これが直弼から志士の逮捕を怠っているととられ、奉行職を罷免された。

### 復帰
桜田門外の変後の文久元年（1861年）、幕府より復帰を許されて再び幕政に参与する。そして外国奉行・大目付・御側御用取次などの要職を歴任した。
政事総裁職となった松平慶永らとも交友し、第14代将軍・徳川家茂にも仕え、幕府が進める長州征伐（幕長戦争）に反対し、政権を朝廷に返還することを提案している。第15代将軍となった徳川慶喜にも大政奉還と、諸大名、特に雄藩を中心とした議会政治や公武合体を推進した。
慶応4年（1868年）の鳥羽・伏見の戦い後、若年寄・会計総裁に選出された。その後、新政府軍が江戸に向かって進撃してくると、勝海舟や山岡鉄舟らと共に江戸城の無血開城に尽力した（→江戸開城）。同年2月から5月3日まで、田安慶頼や勝義邦（海舟）と共に、江戸市中取締の任にあたった。
その後、徳川家達に従って駿河に移住し、駿府藩の藩政を担当した。
明治政府では東京府の第5代知事、並びに政府の議会政治樹立などに協力した。明治21年（1888年）7月31日に死去。享年72。

## 年譜
※1872年（明治5年）までは旧暦
- 文政10年（1827年）
  - 4月19日、将軍徳川家斉に初めて拝謁。
- 天保元年（1830年）
  - 12月11日、小姓組五番番頭大久保上野介忠誨組より将軍徳川家斉附の小納戸に異動。三四郎忠正と称する。
  - 12月16日、布衣に遇せられる。
- 天保4年（1833年）
  - 6月1日、家斉の小姓に異動。
  - 12月20日、従五位下志摩守に叙任。
- 天保8年（1837年）
  - 4月2日、将軍徳川家斉、将軍職を退任し、大御所として西丸に移動に伴い、西丸小姓として異動。
- 天保12年（1841年）
  - 3月23日、小納戸肝煎にして奥の番に異動。在職中、右近衛将監に転任。
- 天保13年（1842年）
  - 9月27日、父大久保忠尚死没。
  - 12月27日、家督を継ぐ。
- 嘉永2年（1849年）
  - 1月、諱を忠寛に改める。
- 嘉永7年（1854年）
  - 2月晦日、七番組徒頭に異動（老中・阿部正弘の登用に負うところ）。黒船到来により、幕府は広く意見を聞くため、意見書を提出した勝海舟を訪問し、爾来、勝海舟との付き合いが始まる。
  - 5月9日、目付に異動し、海防掛を兼帯。
- 安政3年（1856年）
  - 10月20日、貿易取調御用を兼帯。
  - 10月27日、蕃書調所総裁の事務を兼帯。
  - 11月20日、蕃書調所頭取に異動。石高500石。手当て30人扶持。
- 安政4年（1857年）
  - 正月、七分積金などの基金設立による、西洋式の病院・孤児院・貧困層救済施設の設立を構想する「幼院病院設立意見書」を提出。
  - 正月22日、長崎奉行に任命されるが「健康上の理由」などでこれを辞退。水野忠徳が兼任。
  - 4月15日、駿府町奉行に左遷。幼院病院設立意見書も沙汰止みとなる。
  - 5月23日、三郎市（三郎）誕生[注釈 1]。
- 安政5年（1858年）
  - 5月20日、禁裏付に異動。伊勢守に転任（右近衛将監は朝廷武官の役向きだが、職域で幕府役職と朝廷の官職が同一にならないといった内規に基づく。過去、禁裏付歴任者で左近衛将監あるいは右近衛将監の任官の例は無し）。
  - 8月10日、戊午の密勅事件に際し、禁裏担当として幕府宛の勅書を受け取る。
- 安政6年（1859年）
  - 2月26日、京都東町奉行に異動。安政の大獄に際し、京都市内の志士の逮捕を命じられるが、政策に否定的であり、反対した。
  - 6月24日、西丸留守居に異動（大老・井伊直弼による排斥）。
  - 8月28日、西丸留守居を御役御免。寄合となる。
- 文久元年（1861年）
  - 8月29日、勤仕並寄合のまま、蕃書調所頭取となる。
  - 10月10日、外国奉行に異動し、伊勢守から越中守に遷任（同僚先任に新見伊勢守正興がいたため任替）。
- 文久2年（1862年）
  - 4月、輸入税制改訂のための御用掛となり、改訂調書の作成を担った。
  - 5月4日、大目付に異動するも、外国奉行を兼帯。
  - 7月3日、側衆にして御側御用取次に異動（旗本席にして最高の役職に就く）。
  - 11月15日、大政奉還・諸大名合議制政体などを献策し、側用人の分限を越えているとして講武所奉行に左遷。
  - 11月23日、京都東町奉行在職中の不束の儀（安政の大獄に関する対応の不備）を咎められ、講武所奉行は御役御免の上、差控謹慎の処分を受ける。
  - 同年、正妻の子とされる男子（「大久保業（なり）」）誕生。
- 元治元年（1864年）
  - 7月21日、寄合より勘定奉行（勝手方）を命ぜられる。
  - 7月25日、一橋慶喜の第二次長州征伐に反対し、就任数日で勘定奉行を御役御免となる。勤仕並寄合となる。
- 慶応元年（1865年）
  - 2月11日、隠居の上、剃髪し、一翁と称す。長男三郎市（三郎）8歳を将軍に御目見得させ、家督相続させた[注釈 2]。のち亀之助（家達）の遊び相手として出仕させる。
- 慶応4年（1868年）
  - 正月24日、会計総裁に抜擢される。
  - 2月8日、若年寄に異動。
  - 2月から5月3日まで、江戸の市中取締の任にあたる[1]。
  - 閏4月19日以降、徳川宗家中老に異動。
  - 江戸開城時、遺恨を残しそうな資料を全て独断で焼却。町会所からの貧困対策の莫大な積立金を新政府側に全額委譲。新政府はこれを都市基盤整備に流用。
  - 7月4日、疾病により中老を辞すも出仕は是まで通り、との沙汰を受ける。
  - 8月、徳川宗家を継承した徳川亀之助（のちの家達）の駿府城主襲封に従う。
  - 12月12日、御用御暇。
- 明治2年（1869年）
  - 1月、藩財政立て直しのため、由利公正が福井藩で行った商法会所を参考に、商法会所を設立。徳川慶喜の推挙により、渋沢栄一を抜擢する。
  - 6月17日、府中藩には知事・大参事などの役職を置き、6月20日、府中（駿府）は静岡に地名替え。8月7日、府中藩は静岡藩と名を改める。
  - 8月20日、静岡藩権大参事に就き、藩政務輔翼の任にあたる。
- 明治3年（1870年）
  - 12月9日、藩政改革により権大参事を免ず。
- 明治4年（1871年）
  - 1月、子息三郎・川村修就の孫清雄・浅野氏祐の息子浅野辰夫ら5名の留学を政府に掛け合い、知事（家達）の私費留学生という身分で県費負担派遣の2名と共に、米国への渡航許可が下りる。
  - 7月14日、廃藩置県の実施に伴い、静岡藩は静岡県となる。これに伴い、知事・参事などを置く。
  - 11月15日、静岡県参事に就く。
  - 12月9日、参事辞職。但し、県務に与ることは是まで通りの沙汰あり。
  - 同年、正妻の子とされる男子「立（たつ）」誕生。
- 明治5年（1872年）
  - 5月20日、西郷隆盛らの説得により、江戸に移住。文部省二等出仕に就く。
  - 5月25日、東京府知事に異動。
  - 6月15日、正五位に昇叙。
  - 同年、府知事として営繕会議所（旧・町会所）に対し、貧困実態を諮問。養育院を設置決定。
  - ロシア大公アレクセイ・アレクサンドロヴィチ（英語版）（ロシア皇帝アレクサンドル2世の子）の来日に際し、東京の浮浪者240名を本郷の旧加賀藩屋敷跡に収容。養育院の原型となる。
- 明治6年（1873年）
  - 1月、東京府立の病院として、東京府病院の設立を決定。
  - 2月、上野護国院に養育院設置。
- 明治8年
  - 同年、七分金の運用と養育院の運営を実業家の渋沢栄一に委任。慈恵会の基となる。養育院長となった渋沢は50年以上、他の役職を辞しても同院の運営だけは最後まで手放さなかった。
- 明治9年（1875年）
  - 12月9日、教部少輔に異動。
- 明治10年（1877年）
  - 同年ごろ、留学していた三郎帰国。東京麻布の家達邸へ出仕させる。このころ、次男の業も同屋敷に出仕していた。
  - 1月11日、教部省廃止に伴い、同少輔を免ず。
  - 1月16日、元老院議官に就く。以後、明治21年（1888年）7月31日の薨去までその任に就く。
  - 3月29日、従四位に昇叙。
- 明治11年（1878年）
  - 10月、子息の三郎が内務省御用掛として出仕。ただし無給扱い[注釈 3]。一翁の屋敷を出て独立。同時期、大久保主水の娘紀能と三郎が婚姻。
- 明治12年（1879年）
  - 12月30日、勝海舟に子息のことを相談[2]。
- 明治14年（1881年）
  - 7月29日、勝海舟に三郎の進退の事等相談。7月31日、三郎が勝にお礼を言う。勝は9月にかけて、外山正一や山岡鉄舟らと交えて、三郎の件について交渉する。
  - 9月29日、三郎が東京帝国大学理学部植物学教場助手・小石川植物園植物取調方として採用される。月給30円。
- 明治15年（1882年）
  - 6月17日、勲三等旭日中綬章を叙勲。
- 明治18年（1885年）
  - 10月1日、正四位に昇叙。
- 明治19年（1886年）
  - 3月30日、勅任官一等に叙せられる。
  - 10月20日、従三位に昇叙。
  - 同年、鉄道学・測量学を学ぶために留学していた次男の業（子爵家相続）が帰国。
- 明治20年（1887年）
  - 5月24日、子爵を叙爵[3]。
  - 11月25日、勲二等旭日重光章を叙勲。
- 明治21年（1888年）
  - 7月31日、従二位に昇叙。同日薨去。享年72（元老院議官元東京府知事子爵従二位勲二等旭日重光章）。

※参考資料：大日本近世史料「柳営補任」、国立国会図書館：近代デジタルライブラリー「桜園集」、大久保一翁伝（戸川安宅（残花）編「旧幕府：合本一」原書房　1971年発行所収の中の第三号）

## 人物
- 非大身の旗本家から出世した一翁は実力ある官僚と評価され、松平慶永や勝海舟も敬服したと言われている。勝の出世の方途を開いたのが一翁であり、元々は一翁は勝にとって上司に当たる。従って、勝にとっては敬服というよりも恩義がまずあり、後は幕末時に共に政局混乱終息に動いた数少ない同志としての思いが強いといえる。勝の方が重要な政局に当たったため、一翁の名は勝ほど知られていない。
- 勝海舟や山岡鉄舟らと共に江戸幕府の無血開城に貢献したため、「江戸幕府の三本柱」といわれる。
- 山の手生まれの幕臣であり、勝海舟や榎本武揚のようなべらんめえ調のところは無く、口調は上品であった。元老院も、ほぼ毎回出席した[4]。
- 幕府存続のため、大政奉還を前提とした諸大名による会議、つまり議会制の導入を早くから訴えるなど、先見の明を持っていた。
- 福澤諭吉と親交が深く、慶應義塾の維持資金借用を徳川家に相談しに行った。

## 栄典

### 位階
- 1877年（明治10年）3月29日 – 従四位[5]
- 1885年（明治18年）10月1日 - 正四位[6]
- 1886年（明治19年）10月20日 - 従三位[7]

### 勲章等
- 1887年（明治20年）11月25日 - 勲二等旭日重光章[8]

## 登場作品

### 映画
- 『刃影走馬燈』（1930年、矢野伊之助演）
- 『江戸最後の日』（1941年、日活、香川良介演）

### テレビ
- 『竜馬がゆく』（1968年大河ドラマ、佐々木孝丸演）
- 『勝海舟』（1974年大河ドラマ、小林桂樹演）
- 『竜馬がゆく』（1982年12時間超ワイドドラマ、テレビ東京、小林昭二演）
- 『勝海舟』（1990年年末時代劇スペシャル、若林豪演）
- 『徳川慶喜』（1998年大河ドラマ、石坂重二演）
- 『青天を衝け』（2021年大河ドラマ、木場勝己演）

### 漫画
- 武田鉄矢原作、小山ゆう作画『お〜い!竜馬』
- 小山ゆう『AZUMI』（2009-2014年小学館）